# Jenny Savalette de Lange
Henriette-Jenny Savalette de Lange (ou « Henriette-Genny Savalette Delange »), que certains disent née hors mariage en 1786 de Charles-Pierre-Paul Savalette de Langes[évasif] qui ne l'a pas reconnue (à moins qu'elle ne soit sa sœur ou demi-sœur), est un personnage qui s'est forgé une naissance, une enfance malheureuse et un réseau d’amis complaisants pour s'intégrer à la cour de France, où elle est pensionnée par Louis XVIII et Charles X. Les enfants de son quartier, intrigués par son amorce de moustache, la surnomment « Tante Barbe ».
La nièce de Mlle Savalette de Lange et une de ses voisines découvrent, lors de la toilette mortuaire de cette Jenny Savalette de Lange décédée à Versailles le 6 mai 1858, le somme de 150 000 francs-or et surtout... qu'il s'agit en fait d'un homme
Cette personne s'étant travestie toute sa vie demeure une énigme : le fait-divers fut rapporté dans les journaux, puis dans un essai publié au printemps 1859 par un certain Herail, et la presse du temps de nouveau s'en émut : ainsi, Paul d'Ivoi écrit que la seule différence avec l'abbé de Choisy réside dans le fait que tout le monde savait à quoi s'en tenir avec celui-ci, alors que cette demoiselle parvint à tromper tout le monde sans que l'on comprenne bien comment.
En 1898, l'historien G. Lenotre revient sur cette cette personnalité dans Le Monde illustré : ayant pris contact avec le conservateur du château de Versailles, celui-ci lui précise que Savalette de Lange habita un temps dans les combles du château, avant l'arrivée de Louis-Philippe au pouvoir.
L'une des explications vraisemblables de cette imposture identitaire se trouve dans la situation politique qui émerge en France au moment de la Restauration : de retour à Paris, de nombreux émigrés royalistes réclament au gouvernement de Louis XVIII des dédommagements, et certains connaissent alors une forme de déclassement, sans parler des personnels attachés à ces familles. C'est aussi à cette époque qu'apparaissent opportunément les faux Louis XVII.  